# Neobisium dolicodactylum
Neobisium dolicodactylum es una especie de arácnido del orden Pseudoscorpionida de la familia Neobisiidae.
Presenta las subespecies:
- Neobisium dolicodactylum dolicodactylum
- Neobisium dolicodactylum latum

## Distribución geográfica
Se encuentra en Austria y en Italia.